# X Factor 2013 (Danmark)
X Factor 2013 var 6. sæson af talentkonkurrencen X Factor. Programrækken havde premiere søndag den 28. december 2012 på DR1. Det var første gang X Factor havde premiere lige før nytår, efter programmet traditionelt har haft premiere 1. januar de seneste tre sæsoner.
Thomas Blachman vendte tilbage som dommer, mens Pernille Rosendahl og Cutfather var erstattet af Ida Corr og Anne Linnet. Signe Molde erstattede Lise Rønne som vært. Thomas Blachman var dommer ligesom de to forrige sæsoner (og for femte gang i alt), mens Ida Corr og Anne Linnet var dommere for første gang i X Factor. Endnu et nyt tiltag for denne sæson var programmet Xtra Factor med Emil Thorup som vært. Programmet gik bag om X Factor, og blev sendt på DR 3 kl. 21 i pausen mellem det ordinære program og afgørelsen.

## Konkurrencens forløb
Dommerpanelet bestod af komponist Thomas Blachman, der har været med for femte gang i træk, sangerinde Ida Corr, der erstattede Pernille Rosendahl, og Anne Linnet Band-forsanger Anne Linnet, der erstattede Cutfather. Værten var Det Nye Talkshow vært Signe Molde, der erstattede Lise Rønne. Der kom et nyt tilfag for denne sæson og det var Xtra Factor med Emil Thorup som vært. Programmet gik bag om X Factor, og blev sendt på DR 3 kl. 21 i pausen mellem det ordinære program og afgørelsen.
Konkurrencen bestod af auditions i Århus og København, superbootcamp, bootcamp og live shows. Thomas Blachmans hjælpedommer ved bootcamp var Vinnie Who, Ida Corr fik hjælp af Carla Camilla Hjort, og Anne Linnet fik hjælp af Marcus Linnet. Det var sidste sæson, hvor auditions forgik foran et publikum.

## Finalister
– Vinder
     – Andenplads
     – Trejdeplads
     – Udstemt
| Kategori (mentor)   | Artist         | Artist   | Artist    | Artist |
| ------------------- | -------------- | -------- | --------- | ------ |
| Under 24 (Blachman) | Amanda         | Karoline | Zaina     |        |
| Over 24 (Corr)      | Chresten       | Jonas    | Stephanie |        |
| Grupper (Linnet)    | Anna & Lusanda | Lotus    | Wasteland |        |

## Live shows

### Statistik
Farvekoder:
| – | Blachman som mentor (Under 25) |
| – | Linnet som mentor (Grupper)    |
| – | Corr som mentor (Over 25)      |

| – | Vinder                                                                           |
| – | Andenplads                                                                       |
| – | Deltageren var blandt de to med laveste stemmer og skulle synge igen i farezonen |
| – | Deltageren blev råbt op som værende gået videre (vilkårlig rækkefølge)           |
| – | Deltageren fik færrest seerstemmer og blev som følge heraf stemt ud              |

| Deltager           | Deltager           | Uge 1             | Uge 2              | Uge 3              | Uge 4                      | Uge 5 | Uge 5 | Uge 6 | Uge 7 | Uge 7 |
| Deltager           | Deltager           | Uge 1             | Uge 2              | Uge 3              | Uge 4                      | 1. runde | 2. runde | Uge 6 | 1. runde | 2. runde |
| ------------------ | ------------------ | ----------------- | ------------------ | ------------------ | -------------------------- | --- | --- | --- | --- | --- |
| 1                  | Chresten           | 1. 25,7%          | 1. 19,1%           | 3. 17,0%           | 3. 19,7%                   | 1. 33,4% | N/A | 1. 33,6% | 1. 48,3% | Vinder 57,9% |
| 2                  | Karoline           | 4. 13,5%          | 3. 14,4%           | 2. 17,0%           | 1. 20,1%                   | 4. 14,3% | 1. 64,8% | 2. 24,6% | 2. 36,5% | Andenplads 42,1% |
| 3                  | Wasteland          | 5. 8,5%           | 2. 14,9%           | 1. 18,2%           | 6. 13,1%                   | 2. 24,4% | N/A | 3. 21,5% | 3. 15,2% | Udstemt (Uge 7) |
| 4                  | Amanda             | 3. 14,9%          | 5. 12,2%           | 4. 14,9%           | 2. 19,9%                   | 3. 21,9% | N/A | 4. 20,3% | Udstemt (Uge 6) | Udstemt (Uge 6) |
| 5                  | Stephanie          | 7. 5,9%           | 6. 10,6%           | 7. 9,3%            | 4. 13,8%                   | 5. 6,0% | 2. 35,2% | Udstemt (Uge 5) | Udstemt (Uge 5) | Udstemt (Uge 5) |
| 6                  | Anna & Lusanda     | 2. 17,0%          | 4. 13,8%           | 5. 14,9%           | 5. 13,5%                   | Udstemt (Uge 4)                                                                                                   | Udstemt (Uge 4)                                                                                                   | Udstemt (Uge 4) | Udstemt (Uge 4) | Udstemt (Uge 4) |
| 7                  | Jonas              | 8. 4,7%           | 7. 9,3%            | 6. 10,9%           | Udstemt (Uge 3)            | Udstemt (Uge 3)                                                                                                   | Udstemt (Uge 3)                                                                                                   | Udstemt (Uge 3) | Udstemt (Uge 3) | Udstemt (Uge 3) |
| 8                  | Zaina              | 6. 7,1%           | 8. 5,7%            | Udstemt (Uge 2)    | Udstemt (Uge 2)            | Udstemt (Uge 2)                                                                                                   | Udstemt (Uge 2)                                                                                                   | Udstemt (Uge 2) | Udstemt (Uge 2) | Udstemt (Uge 2) |
| 9                  | Lotus              | 9. 2,7%           | Udstemt (Uge 1)    | Udstemt (Uge 1)    | Udstemt (Uge 1)            | Udstemt (Uge 1)                                                                                                   | Udstemt (Uge 1)                                                                                                   | Udstemt (Uge 1) | Udstemt (Uge 1) | Udstemt (Uge 1) |
|                    |                    |                   |                    |                    |                            | | | | | |
| Laveste stemmer    | Laveste stemmer    | Jonas, Lotus      | Jonas, Zaina       | Jonas, Stephanie   | Anna & Lusanda, Wasteland  | Karoline, Stephanie                                                                                               | Karoline, Stephanie                                                                                               | Ingen dommerstemmer eller deltagere i farezone: Det er alene seernes stemmer, der afgør, hvem der bliver elimineret, og hvem der i sidste ende vinder. | Ingen dommerstemmer eller deltagere i farezone: Det er alene seernes stemmer, der afgør, hvem der bliver elimineret, og hvem der i sidste ende vinder. | Ingen dommerstemmer eller deltagere i farezone: Det er alene seernes stemmer, der afgør, hvem der bliver elimineret, og hvem der i sidste ende vinder. |
| Linnet stemte ud   | Linnet stemte ud   | Jonas             | Zaina              | -                  | Anna & Lusanda             | Ingen dommerstemmer: Det er alene seernes stemmer, der afgør, hvem der går videre, og hvem der bliver elimineret. | Ingen dommerstemmer: Det er alene seernes stemmer, der afgør, hvem der går videre, og hvem der bliver elimineret. | Ingen dommerstemmer eller deltagere i farezone: Det er alene seernes stemmer, der afgør, hvem der bliver elimineret, og hvem der i sidste ende vinder. | Ingen dommerstemmer eller deltagere i farezone: Det er alene seernes stemmer, der afgør, hvem der bliver elimineret, og hvem der i sidste ende vinder. | Ingen dommerstemmer eller deltagere i farezone: Det er alene seernes stemmer, der afgør, hvem der bliver elimineret, og hvem der i sidste ende vinder. |
| Corr stemte ud     | Corr stemte ud     | Lotus             | Zaina              | Jonas              | Anna & Lusanda             | Ingen dommerstemmer: Det er alene seernes stemmer, der afgør, hvem der går videre, og hvem der bliver elimineret. | Ingen dommerstemmer: Det er alene seernes stemmer, der afgør, hvem der går videre, og hvem der bliver elimineret. | Ingen dommerstemmer eller deltagere i farezone: Det er alene seernes stemmer, der afgør, hvem der bliver elimineret, og hvem der i sidste ende vinder. | Ingen dommerstemmer eller deltagere i farezone: Det er alene seernes stemmer, der afgør, hvem der bliver elimineret, og hvem der i sidste ende vinder. | Ingen dommerstemmer eller deltagere i farezone: Det er alene seernes stemmer, der afgør, hvem der bliver elimineret, og hvem der i sidste ende vinder. |
| Blachman stemte ud | Blachman stemte ud | Lotus             | Jonas              | Jonas              | Wasteland                  | Ingen dommerstemmer: Det er alene seernes stemmer, der afgør, hvem der går videre, og hvem der bliver elimineret. | Ingen dommerstemmer: Det er alene seernes stemmer, der afgør, hvem der går videre, og hvem der bliver elimineret. | Ingen dommerstemmer eller deltagere i farezone: Det er alene seernes stemmer, der afgør, hvem der bliver elimineret, og hvem der i sidste ende vinder. | Ingen dommerstemmer eller deltagere i farezone: Det er alene seernes stemmer, der afgør, hvem der bliver elimineret, og hvem der i sidste ende vinder. | Ingen dommerstemmer eller deltagere i farezone: Det er alene seernes stemmer, der afgør, hvem der bliver elimineret, og hvem der i sidste ende vinder. |
| Udstemt            | Udstemt            | Lotus Niendeplads | Zaina Ottendeplads | Jonas Syvendeplads | Anna & Lusanda Sjetteplads | Stephanie Femteplads                                                                                              | Stephanie Femteplads                                                                                              | Amanda Pedersen Fjerdeplads | Wasteland Tredjeplads | Karoline Andenplads |
| Udstemt            | Udstemt            | Lotus Niendeplads | Zaina Ottendeplads | Jonas Syvendeplads | Anna & Lusanda Sjetteplads | Stephanie Femteplads                                                                                              | Stephanie Femteplads                                                                                              | Amanda Pedersen Fjerdeplads | Wasteland Tredjeplads | Chresten Falck Damborg Vinder |
| Kilde              |                    |                   |                    |                    |                            | | | | | |

### Uge til uge

#### Uge 1 (9. februar)
- Tema: Håb[4]

| Rækkefølge | Artist         | Sang (original kunstner)                                    | Resultat     | Stemmetal |
| ---------- | -------------- | ----------------------------------------------------------- | ------------ | --------- |
| 1          | Wasteland      | "Too Close" (Alex Clare)                                    | Stemt Videre | 8.929     |
| 2          | Stephanie      | "Jóga" (Björk)                                              | Stemt Videre | 6.168     |
| 3          | Zaina          | "Breezeblocks" (Alt-J)                                      | Stemt Videre | 7.423     |
| 4          | Lotus          | "Tror på dig" (Lisa Nilsson)1                               | Stemt ud     | 2.812     |
| 5          | Chresten       | "Last Po' Man" / "No Diggity" (Seasick Steve / Blackstreet) | Stemt Videre | 27.056    |
| 6          | Karoline       | "DJ Blues" (Panamah)                                        | Stemt Videre | 14.221    |
| 7          | Anna & Lusanda | "My Kind of Love" (Emeli Sandé)                             | Stemt Videre | 17.851    |
| 8          | Amanda         | "Oh Love" (Ane Brun)                                        | Stemt Videre | 15.640    |
| 9          | Jonas          | "With Every Heartbeat" (Robyn med Kleerup)                  | I farezonen  | 4.989     |

- ↑1 Lotus fremførte svenske Lisa Nilssons "Tror på dig" i en dansk version, oversat af Anne Linnet.[5]

Dommerne stemte ud
- Corr: Lotus
- Linnet: Jonas
- Blachman: Lotus

#### Uge 2 (15. februar)
- Tema: Mod[6]

| Rækkefølge | Artist         | Sang (original kunstner)                                   | Resultat     | Stemmetal |
| ---------- | -------------- | ---------------------------------------------------------- | ------------ | --------- |
| 1          | Zaina          | "Green Garden" (Laura Mvula)                               | Stemt ud     | 5.868     |
| 2          | Chresten       | "Magic" / "Love Lockdown" (Bruce Springsteen / Kanye West) | Stemt Videre | 19.522    |
| 3          | Anna & Lusanda | "Lights" (Ellie Goulding)                                  | Stemt Videre | 14.134    |
| 4          | Amanda         | "Chimacum Rain" (Linda Perhacs)                            | Stemt Videre | 12.442    |
| 5          | Jonas          | "Bulletproof" (La Roux)                                    | I farezonen  | 9.537     |
| 6          | Karoline       | "Get Free" (Major Lazer featuring Amber Coffman)           | Stemt Videre | 14.730    |
| 7          | Wasteland      | "Radioactive" (Imagine Dragons)                            | Stemt Videre | 15.236    |
| 8          | Stephanie      | "Heartbeats" (The Knife)                                   | Stemt Videre | 10.885    |

Dommerne stemte ud
- Corr: Zaina
- Blachman:Jonas
- Linnet: Zaina

#### Uge 3 (22. februar)
- Tema: Power[7]

| Rækkefølge | Artist         | Sang (original kunstner)                                                                                         | Resultat     | Stemmetal |
| ---------- | -------------- | --- | ------------ | --------- |
| 1          | Anna & Lusanda | "Try Sleeping with a Broken Heart" (Alicia Keys)                                                                 | Stemt Videre | 14.112    |
| 2          | Jonas          | "Take Me Out" (Franz Ferdinand)                                                                                  | Stemt ud     | 12.169    |
| 3          | Amanda         | "Youth" (Daughter)                                                                                               | Stemt Videre | 16.637    |
| 4          | Chresten       | "Little Black Submarines" / "No Church in the Wild" (The Black Keys / Jay-Z og Kanye West featuring Frank Ocean) | Stemt Videre | 18.875    |
| 5          | Karoline       | "The Gentle Roar" (Niki & The Dove)                                                                              | Stemt Videre | 18.951    |
| 6          | Stephanie      | "The Power of Good-Bye" (Madonna)                                                                                | I farezonen  | 10.299    |
| 7          | Wasteland      | "Stop for a Minute" (Keane featuring K'naan)"                                                                    | Stemt Videre | 20.252    |

Dommerne stemte ud
- Blachman: Jonas
- Linnet: Anne Linnet valgte at lade det være op til Ida Corr at afgøre, hvilken af hendes to deltagere der skulle sendes hjem.
- Corr: Jonas

#### Uge 4 (1. marts)
- Tema: Big Band[8]

| Rækkefølge | Artist         | Sang (original kunstner)                            | Resultat     | Stemmetal |
| ---------- | -------------- | --------------------------------------------------- | ------------ | --------- |
| 1          | Chresten       | "Bitter Sweet Symphony" (The Verve)                 | Stemt Videre | 19.477    |
| 2          | Amanda         | "Cry Me a River" (Ella Fitzgerald)                  | Stemt Videre | 19.641    |
| 3          | Wasteland      | "Diamonds" (Rihanna)                                | I farezonen  | 12.987    |
| 4          | Anna & Lusanda | "The Boy is Mine" (Brandy & Monica)                 | Stemt ud     | 13.315    |
| 5          | Karoline       | "Don't Stop the Music" (Rihanna)                    | Stemt Videre | 19.843    |
| 6          | Stephanie      | "Spectrum (Say My Name)" (Florence and the Machine) | Stemt Videre | 13.655    |

Dommerne stemte ud
- Blachman: Wasteland
- Corr: Anna & Lusanda
- Linnet: Anna & Lusanda

#### Uge 5 (8. marts)
- Tema: Dansk[9]
- Gæsteartister: Panamah ("Børn af natten") og Rasmus Walter ("Endeløst")
- Gruppeoptræden: Stephanie; "Mine øjne de skal se" (Lis Sørensen), Karoline; "Jeg vil ha' dig for mig selv" (Burhan G), Wasteland; "Jeg tager imod" (Thomas Helmig), Amanda; "Den jeg elsker" (Søs Fenger, Thomas Helmig, Sanne Salomonsen, Anne Linnet), Chresten; "Midt om natten" (Kim Larsen)

| Rækkefølge | Artist    | Sang (original kunstner)                             | Resultat     | Stemmetal (1. runde) | Stemmetal (2. runde) |
| ---------- | --------- | ---------------------------------------------------- | ------------ | -------------------- | -------------------- |
| 1          | Chresten  | "Sweet Dogs" (Trolle//Siebenhaar)                    | Stemt videre | 47.675               |                      |
| 2          | Stephanie | "Under the Water" (Brother Brown featuring Frank'ee) | Stemt ud     | 8.582                | 33.570               |
| 3          | Wasteland | "Fact-Fiction" (Mads Langer)                         | Stemt videre | 34.858               |                      |
| 4          | Amanda    | "Hollow Talk" (Choir of Young Believers)             | Stemt videre | 31.211               |                      |
| 5          | Karoline  | "Superstar" (Christine Milton)                       | I farezonen  | 20.453               | 61.977               |

#### Uge 6 (15. marts)
- Tema: Seernes valg; dommernes valg
- Gæsteartist: IDA ("Underdog")

| Rækkefølge | Artist    | Seernes valg (original kunstner)           | Rækkefølge | Dommernes valg (original kunstner)           | Resultat     | Stemmetal |
| ---------- | --------- | ------------------------------------------ | ---------- | -------------------------------------------- | ------------ | --------- |
| 1          | Amanda    | "I Knew You Were Trouble" (Taylor Swift)   | 5          | "Lullabies" (Yuna)                           | Stemt ud     | 39.195    |
| 2          | Chresten  | "Let Her Go" (Passenger)                   | 6          | "One Day / Reckoning Song" (Asaf Avidan)     | Stemt videre | 64.942    |
| 3          | Karoline  | "As Long As You Love Me" (Justin Bieber)   | 7          | "Girl with the Tattoo (Enter.Lewd)" (Miguel) | Stemt videre | 47.557    |
| 4          | Wasteland | "What Makes You Beautiful" (One Direction) | 8          | "She Has no Time" (Keane)                    | Stemt videre | 41.496    |

#### Uge 7: Finalen (22. marts)
- Tema: Frit valg; duet med gæsteartist; vindersingle[10]
- Gæsteartister: Nik & Jay featuring Lisa Rowe ("United" sammen med finaliserne) og Marina & The Diamonds ("Primadonna" og "How to Be a Heartbreaker")[10]
- Gruppeoptrædener: "Don't You Worry Child" (Swedish House Mafia featuring John Martin; fremført af Chresten, Karoline og Wasteland) og "Nothing's Gonna Stop Us Now" (Starship; fremført af afviste deltagere ved auditions og tv-vært Emil Thorup)[10]

| Rækkefølge | Artist    | Frit valg (original kunstner)[kilde mangler]                    | Rækkefølge | Duet med gæsteartist (artist)                                | Rækkefølge | Vindersingle (artist) | Resultat    | Stemmetal (1. runde) | Stemmetal (2. runde) |
| ---------- | --------- | --------------------------------------------------------------- | ---------- | ------------------------------------------------------------ | ---------- | --------------------- | ----------- | -------------------- | -------------------- |
| 1          | Chresten  | "Where Did You Sleep Last Night" (Nirvana-version af folkesang) | 4          | "Uden forsvar" / "Endeløst" (med Marie Key og Rasmus Walter) | 8          | "Let Go"              | Vinder      | 136.554 (48,3%)      | 90.599 (57,9%)       |
| 2          | Wasteland | "Ikke mere tid" (Shaka Loveless)                                | 5          | "Børn af natten" / "Elephant" (med Panamah / Mads Langer)    |            |                       | Tredjeplads | 42.938 (15,2%)       |                      |
| 3          | Karoline  | "Glass" (Mø)                                                    | 6          | "Ask Yourself" / "Din for evigt" (med Nabiha / Burhan G)     | 7          | "Det er her vi bor"   | Andenplads  | 103.131 (36,5%)      | 65.986 (42,1%)       |

## Afsnit og seertal

### X Factor 2013
| Dato              | Afsnit        | Seertal hovedprogrammet | Seertal afgørelsen |
| ----------------- | ------------- | ----------------------- | ------------------ |
| 28. december 2012 | Auditions     | 1.458.000               |                    |
| 4. januar 2013    | Auditions     | 1.634.000               |                    |
| 11. januar 2013   | Auditions     | 1.661.000               |                    |
| 18. januar 2013   | Superbootcamp | 1.135.000               |                    |
| 25. januar 2013   | Bootcamp      | 1.356.000               |                    |
| 1. februar 2013   | Bootcamp      | 1.517.000               |                    |
| 8. februar 2013   | Live Show 1   | 1.499.000               | 1.424.000          |
| 15. februar 2013  | Live Show 2   | 1.416.000               | 1.499.000          |
| 22. februar 2013  | Live Show 3   | 1.510.000               | 1.448.000          |
| 1. marts 2013     | Live Show 4   | 1.426.000               | 1.479.000          |
| 8. marts 2013     | Live Show 5   | 1.416.000               | 1.348.000          |
| 15. marts 2013    | Semifinale    | 1.427.000               | 1.506.000          |
| 22. marts 2013    | Finale        | 1.616.000               | 1.669.000          |